# 乌罗舍瓦茨市镇
乌罗舍瓦茨市镇（羅馬化：Opština Uroševac），按阿尔巴尼亚语名则译为费里扎伊市镇，是科索沃烏羅舍瓦茨區（费里扎伊区）的一个市镇，行政中心为乌罗舍瓦茨（费里扎伊）。市镇面积为345平方公里，人口数量为108,610人（2011年）。